# Stary Dzierzgoń (gmina)
Stary Dzierzgoń est une gmina rurale du powiat de Sztum, Poméranie, dans le nord de la Pologne. Son siège est le village de Stary Dzierzgoń, qui se situe environ 26 km à l'est de Sztum et 77 km au sud-est de la capitale régionale Gdańsk.
La gmina couvre une superficie de 185,82 km2 pour une population de 4 041 habitants.

## Géographie
La gmina inclut les villages d'Adamowo, Bądze, Bartne Łąki, Białe Błoto, Bucznik, Danielówka, Folwark, Gisiel, Giślinek, Górki, Kielmy, Kołtyniany, Kornele, Królikowo, Latkowo, Lipiec, Lubochowo, Matule, Milikowo, Monasterzysko Małe, Monasterzysko Nowe, Monasterzysko Wielkie, Mortąg, Myślice, Najatki, Nowy Folwark, Piaski Morąskie, Podwiejki, Pogorzele, Popity, Porzecze, Pronie, Prońki, Protajny, Przezmark, Pudłowiec, Skolwity, Stare Miasto, Stary Dzierzgoń, Tabory, Wartule, Wesoła Kępa, Zakręty et Zamek.
La gmina borde les gminy de Dzierzgoń, Małdyty, Mikołajki Pomorskie, Prabuty, Rychliki, Susz et Zalewo.